# Káloz
Káloz – wieś na Węgrzech, w Komitacie Fejér, w powiecie Aba.